# 민정섭
민정섭(1984년 4월 11일 ~ )은 대한민국의 배우이다.

## 학력
- 수원과학대학 방송연예과

## 출연작

### 드라마 & 시트콤
- 《나의 나라》 (2019년, JTBC)
- 《열여덟의 순간》 (2019년, JTBC)
- 《특별근로감독관 조장풍》 (2019년, MBC)
- 《봄이 오나 봄》 (2019년, MBC)
- 《리갈 하이》 (2019년, JTBC)
- 《진심이 닿다》 (2019년, tvN)
- 《알함브라 궁전의 추억》 (2018년, tvN)
- 《백일의 낭군님》 (2018년, tvN)
- 《러블리 호러블리》 (2018년, KBS2)
- 《식샤를 합시다 3》 (2018년, tvN)
- 《라이프 온 마스》 (2018년, OCN)
- 《스케치》 (2018년, JTBC)
- 《시크릿 마더》 (2018년, SBS)
- 《연남동 539》 (2018년, MBN)
- 《너의 등짝에 스매싱》 (2018년, TV조선)
- 《이번 생은 처음이라》 (2017년, tvN)
- 《쌈 마이웨이》 (2017년, KBS2)
- 《추리의 여왕》 (2017년, KBS2)
- 《보이스》 (2017년, OCN) - 정철호 역
- 《내일 그대와》 (2017년, tvN)
- 《언제나 봄날》 (2016년, MBC)
- 《구르미 그린 달빛》 (2016년, KBS2)
- 《몬스터》 (2016년, MBC)
- 《질투의 화신》 (2016년, SBS)
- 《굿 와이프》 (2016년, tvN) - 회계사 직원 역
- 《다시 시작해》 (2016년, MBC)
- 《돌아와요 아저씨》 (2016년, SBS)
- 《내 사위의 여자》 (2016년, SBS) - 김철규 역
- 《육룡이 나르샤》 (2015년, SBS)
- 《미세스 캅》 (2015년, SBS)
- 《당신을 주문합니다》 (2015년, SBS Plus) - 민대리 역
- 《오 나의 귀신님》 (2015년, tvN) - 포장마차 주인 역
- 《더 바이러스》 (2013년, OCN)
- 《가족의 탄생》 (2012년, SBS)
- 《로맨스가 필요해》 (2011년, tvN)
- 《오렌지》 (2002년, SBS)
- 《순수의 시대》 (2002년, SBS)

### 영화
- 《고산자, 대동여지도》 (2016년) - 군기시 보부상 역

### 연극
- 《청춘》
- 《최고의 사랑》 - 만돌, 아빠 역
- 《도둑놈 다이어리》 - 도두칠 역
- 《연애특강》
- 《리어》
- 《행복동이야기》
- 《후궁박빈》
- 《청구서》
- 《쇼팔로비치의 유랑극단》
- 《호랑가시나무 숲의 기억》
- 《배비장전》
- 《가출소녀》
- 《우주여행기》

### 뮤지컬
- 《프리즌》 - 엑슬 역
- 《숨은보물찾기》
- 《더플레이》